# Firmin Gémier
Firmin Tonnerre, dit Firmin Gémier, est un acteur, metteur en scène et directeur de théâtre français, né  le 21 février 1869 à Aubervilliers (Seine)  et mort le 26 novembre 1933 à Paris.
Promoteur du Théâtre populaire, il crée le premier Théâtre national populaire à Paris en 1920.

## Biographie
Firmin Gémier naît au no 13 de la rue de la Haie-Coq à Aubervilliers, d'un compagnon tanneur et d'une « mère des compagnons charpentiers ». Installé à Belleville, il suit sa scolarité à l'école primaire supérieure Turgot grâce à une bourse. Refusé deux fois à l'entrée du Conservatoire, il apprend l'art dramatique dans des théâtres de quartier, notamment au Théâtre de Belleville et aux Bouffes du Nord, ainsi qu'avec le Cercle des Echoliers,  avant d'entrer au Théâtre Libre d'André Antoine en 1892 comme acteur et régisseur.
Il découvre avec Antoine la volonté de proposer un théâtre de qualité et bon marché. Il débute sur scène et se fait connaître par la première interprétation d'Ubu dans Ubu roi d'Alfred Jarry, au Nouveau-Théâtre de Lugné-Poe. Il quitte Antoine avec quelques membres de la troupe, et joue au Théâtre du Gymnase pendant une saison, puis dirige le Théâtre de la Renaissance où il s'essaye une première fois au théâtre populaire avec la mise en scène de Quatorze Juillet de Romain Rolland en 1902.
Redevenu acteur un an plus tard, pour payer les dettes contractées à la Renaissance, il s'associe à Camille de Sainte-Croix pour créer un théâtre populaire parisien, soutenu par la commission de la Chambre des Députés en 1906, mais refusé par le Conseil municipal de Paris. Il met également en scène à l'Odéon La Rabouilleuse d'après Balzac, pour laquelle il interprète Philippe Bridau.

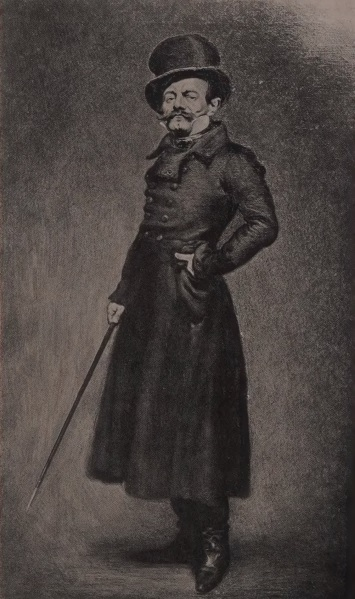
Firmin Gémier interprétant Philippe Brideau dans "La Rabouilleuse" de Balzac.

À la tête du théâtre Antoine entre 1906 et 1919, il alterne pièces à succès et nouveaux auteurs pour équilibrer les recettes. Influencé par Romain Rolland et son « théâtre pour le peuple » et par le Théâtre du Peuple de Bussang, il crée, avec l'appui de Joseph Paul-Boncour, le Théâtre national ambulant (1911-1912) : à la tête de la troupe du Théâtre Antoine, avec plusieurs camions puis wagons pour le transport d'une salle démontable de 1 650 places, il parcourt la France pour présenter les pièces montées à Paris, tel qu'Anna Karénine, la Rabouilleuse et les Gaîtés de l'escadron. Faute de recettes suffisantes, malgré le gros succès populaire, l'expérience est rapidement abandonnée.
Il fonde la Société Shakespeare en 1917 et créé Le Marchand de Venise. Comme Antoine, Gémier cherche à renouveler la mise en scène : il investit la salle comme un élément de la scène, il utilise les effets de foule, poursuit le travail d'Antoine sur la lumière en supprimant la rampe et travaille avec Émile Jaques-Dalcroze l'intégration de la musique dans la représentation…

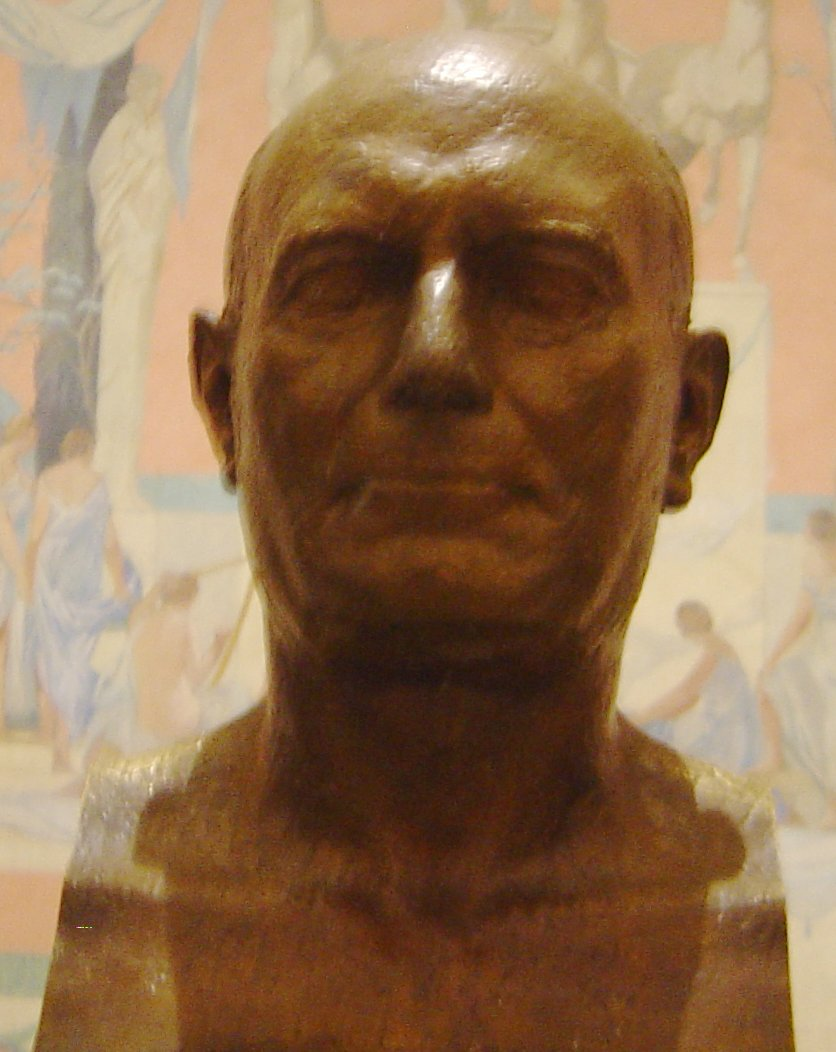
Buste de Firmin Gémier exposé au palais de Chaillot

Il fonde ensuite le Théâtre national populaire (TNP) (1920-1933). Pour le critique Régis Messac, Firmin Gémier a trouvé « la formule exacte du Théâtre Populaire. […] Gémier, écrit-il, a donc songé à offrir au peuple des spectacles beaux, émouvants, artistiques – et aristocratiques. Il lui présente les vieux et les nouveaux chefs-d’œuvre de notre art dramatique, avec les meilleurs acteurs. […] Des orchestres excellents jouent du Beethoven ou du Mozart. […] Le peuple se presse à ces représentations magnifiques. Le peuple, qui a du goût, se déclare enchanté et ravi. » 
Il dirige simultanément le Théâtre de l'Odéon de 1922 à 1930. Il avait épousé l'actrice Andrée Mégard (1869-1952). Il a en 1922 avec la comédienne Mary Marquet un fils prénommé François dont il suit l'éducation. L'enfant sera adopté par le second mari de sa mère, le comédien Belge Victor Francen. Cherchant à entrer dans la résistance, le jeune homme est arrêté et meurt au camp de Buchenwald en 1943.
Il est chargé d'organiser le cérémonial du transfert de la dépouille de Jean Jaurès au Panthéon le 23 novembre 1924. Il écrit un article, "L'Internationale du théâtre" pour le premier numéro de La Nouvelle Revue Socialiste (décembre 1925) dirigée par Jean Longuet, par ailleurs avocat de Gémier, et Ludovic-Oscar Frossard.
Firmin Gémier est socialiste et franc-maçon, membre des loges La Clémente Amitié et Ernest Renan.
Firmin Gémier meurt le 26 novembre 1933 en son domicile, au no 54, rue Blanche, dans le 9e arrondissement de Paris, et est inhumé à Saint-Amour (Jura), avec son épouse, la comédienne Andrée Mégard (1869-1952), née Marie-Adélaïde-Alexandrine Chamonal, native de Saint-Amour.

## Hommages

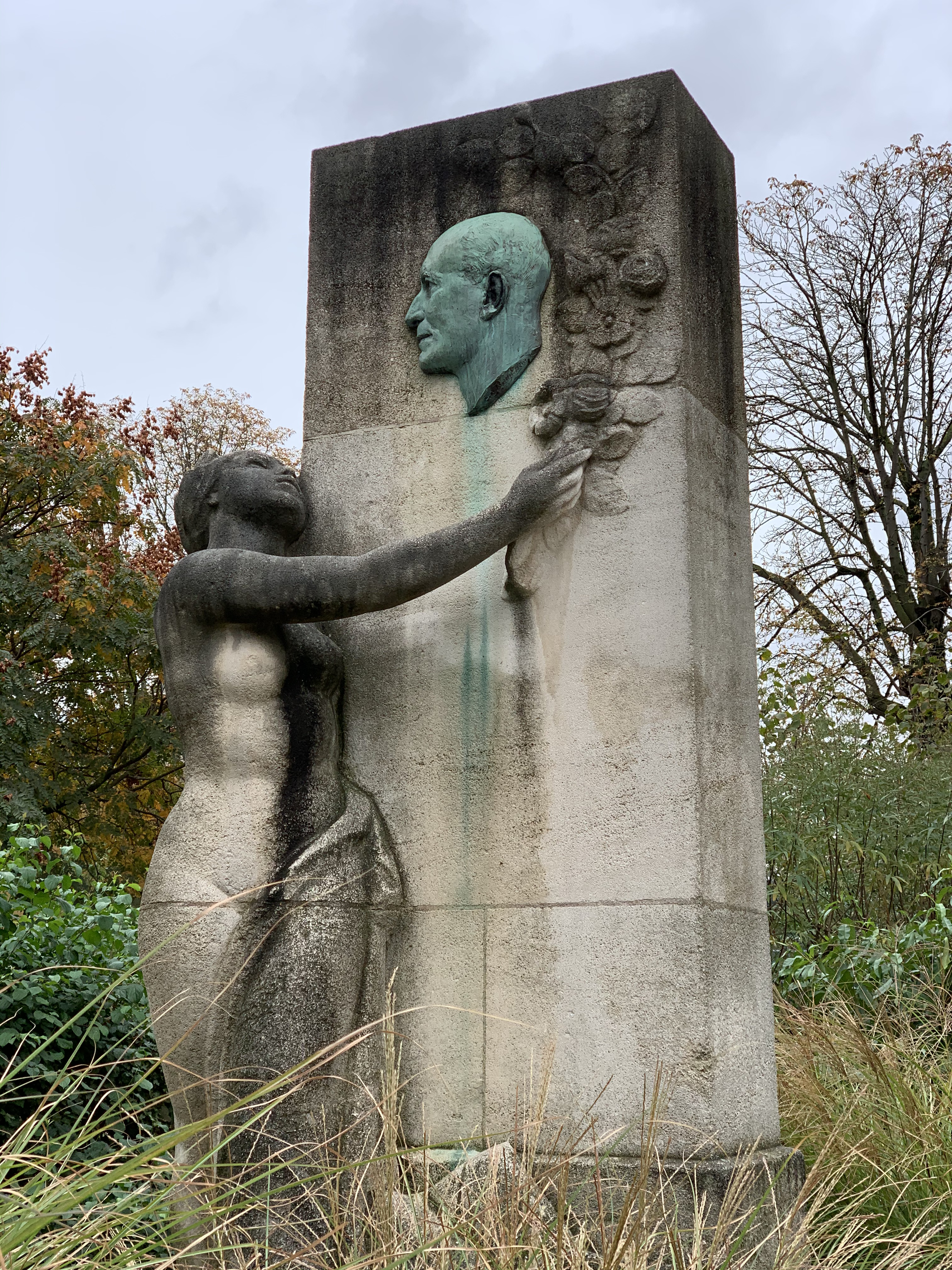
Statue du mémorial Firmin Gémier dans le Square Stalingrad d'Aubervilliers.

- Le théâtre d'Antony, créé en 1967 à l'initiative de son maire Georges Suant et dirigé par le metteur en scène Jacques Sarthou, prend le nom de Théâtre Firmin Gémier.
- Une école de sa ville natale, Aubervilliers, porte le nom de Firmin Gémier.
- Un mémorial est présent dans le square Stalingrad d'Aubervilliers[9].
- Le 18e arrondissement de Paris dispose depuis le 2 août 1934 d'une rue Firmin-Gémier[10].

## Théâtre

### Comme comédien
- 1891 : Lidoire de Georges Courteline, mise en scène André Antoine, Théâtre des Menus-Plaisirs
- 1892 : Blanchette d'Eugène Brieux, mise en scène André Antoine, Théâtre des Menus-Plaisirs
- 1892 : Le Grappin de Gaston Salandri, mise en scène André Antoine, Théâtre des Menus-Plaisirs
- 1893 : Le Devoir de Louis Bruyerre, mise en scène André Antoine, Théâtre des Menus-Plaisirs
- 1893 : Mirages de Georges Lecomte, mise en scène André Antoine, Théâtre des Menus-Plaisirs
- 1893 : Valet de cœur, mise en scène André Antoine, Théâtre des Menus-Plaisirs
- 1893 : Boubouroche de Georges Courteline, mise en scène André Antoine, Théâtre des Menus-Plaisirs
- 1893 : Les Tisserands de Gerhart Hauptmann, mise en scène André Antoine, Théâtre des Menus-Plaisirs
- 1893 : Ahasvère de Herman Heijermans, mise en scène André Antoine, Théâtre des Menus-Plaisirs
- 1893 : Une faillite de Bjornstjerne Bjornson, mise en scène André Antoine, Théâtre des Menus-Plaisirs
- 1893 : L'Inquiétude de Claude Couturier et Jules Laurent Perrin, mise en scène André Antoine, Théâtre des Menus-Plaisirs
- 1894 : Une journée parlementaire de Maurice Barrès, mise en scène André Antoine, Théâtre des Menus-Plaisirs
- 1894 : Le Missionnaire de Marcel Luguet, mise en scène André Antoine, Théâtre des Menus-Plaisirs
- 1895 : Les Gaîtés de l'escadron de Georges Courteline, Théâtre de l'Ambigu
- 1895 : Le Capitaine Floréal d'Ernest Depré et Émile Moreau, Théâtre de l'Ambigu
- 1895 : Venise sauvée de Thomas Otway, Théâtre de la Comédie Parisienne
- 1895 : La Fumée puis la flamme de Joseph Caraguel, Théâtre-Libre
- 1895 : Grand-papa de Claude Berton, Théâtre-Libre
- 1896 : Raphaël de Romain Coolus, Théâtre de l'Athénée
- 1896 : Les Deux gosses de Pierre Decourcelle, Théâtre de l'Ambigu
- 1896 : La Fille d'Artaban d'Alfred Mortier, mise en scène André Antoine, Théâtre des Menus-Plaisirs
- 1896 : Ubu roi d'Alfred Jarry, mise en scène Lugné-Poe, Nouveau Théâtre
- 1896 : Don Carlos de Friedrich von Schiller, mise en scène André Antoine, Théâtre de l'Odéon
- 1897 : La Comédie de l'amour d'Henrik Ibsen, Nouveau Théâtre
- 1897 : Le Fardeau de la liberté de Tristan Bernard, Nouveau Théâtre Théâtre de l'Œuvre
- 1897 : Boubouroche de Georges Courteline, mise en scène André Antoine, Théâtre Antoine
- 1897 : Blanchette d'Eugène Brieux, mise en scène André Antoine, Théâtre Antoine
- 1897 : Le Repas du lion de François de Curel, mise en scène André Antoine, Théâtre Antoine
- 1898 : La Cage de Lucien Descaves, mise en scène André Antoine, Théâtre Antoine
- 1898 : Résultats des courses d'Eugène Brieux, mise en scène André Antoine, Théâtre Antoine
- 1899 : Le gendarme est sans pitié de Georges Courteline et Édouard Norès, mise en scène André Antoine, Théâtre Antoine
- 1899 : L'Avenir de Georges Ancey, mise en scène André Antoine, Théâtre Antoine
- 1899 : La Nouvelle idole de François de Curel, mise en scène André Antoine, Théâtre Antoine
- 1899 : Les Gaietés de l'escadron de Georges Courteline et Édouard Norès, mise en scène André Antoine, Théâtre Antoine
- 1899 : Le Père naturel de Paul Charton et Ernest Depré, mise en scène André Antoine, Théâtre Antoine
- 1900 : La Clairière de Lucien Descaves et Maurice Donnay, Théâtre Antoine
- 1900 : Le commissaire est bon enfant de Georges Courteline, Théâtre Antoine
- 1900 : La Bourse ou la vie d'Alfred Capus, Théâtre du Gymnase
- 1901 : La Vie publique d'Émile Fabre, Théâtre de la Renaissance
- 1901 : Le Voile du bonheur de Georges Clemenceau, Théâtre de la Renaissance
- 1902 : Les Aventures du capitaine Corcoran de Georges Berr, Paul Gavault et Adrien Vély, Théâtre du Châtelet
- 1902 : Le Quatorze juillet de Romain Rolland, Théâtre de la Renaissance
- 1903 : La Rabouilleuse d'Émile Fabre, d'après Honoré de Balzac, Théâtre de l'Odéon
- 1903 : L'Absent de Georges Mitchell, Théâtre de l'Odéon
- 1904 : La Déserteuse d'Eugène Brieux et Jean Sigaux, Théâtre de l'Odéon
- 1905 : La Rafale d'Henry Bernstein, Théâtre du Gymnase
- 1905 : Ambidextre d'Edmond Picard, Théâtre Royale d'Ostende
- 1905 : Les Ventres dorés d'Émile Fabre, Théâtre de l'Odéon
- 1905 : Le Patrimoine d'Ambroise Janvier de La Motte, Théâtre Antoine
- 1906 : Biribi de Georges Darien et Marcel Lauras, Théâtre Antoine
- 1907 : Sherlock Holmes d'après Arthur Conan Doyle et William Gillette, Théâtre Antoine
- 1907 : Cœur à cœur de Romain Coolus, Théâtre Antoine
- 1907 : Terre d'épouvante d'André de Lorde et Eugène Morel, Théâtre Antoine
- 1907 : La Sacrifiée de Gaston Devore, Théâtre Antoine
- 1907 : Anna Karénine d'Edmond Guiraud, d'après Tolstoï, Théâtre Antoine
- 1907 : La Petite dame du second de Vincent Hyspa et André Mycho, Théâtre Antoine
- 1907 : Timon d'Athènes d'Émile Fabre, Théâtre Antoine
- 1907 : Monsieur Codomat de Tristan Bernard, Théâtre Antoine
- 1908 : L'Oreille fendue de Lucien Népoty, Théâtre Antoine
- 1908 : Les Vainqueurs d'Émile Fabre, Théâtre Antoine
- 1909 : Master Bob, gagnant du Derby de Henry de Brisay et Marcel Lauras, Théâtre Antoine
- 1909 : La Clairière de Lucien Descaves et Maurice Donnay, Théâtre Antoine
- 1909 : Papillon, dit Lyonnais le juste de Louis Benière, Théâtre Antoine [11]
- 1909 : La Dette de Gabriel Trarieux, Théâtre Antoine
- 1910 : César Birotteau d'après Honoré de Balzac, Théâtre Antoine
- 1910 : La Femme et le pantin de Pierre Frondaie et Pierre Louÿs, Théâtre Antoine
- 1910 : La Bête d'Edmond Fleg, Théâtre Antoine
- 1910 : 1812 d'André Nigond, Théâtre Antoine
- 1910 : L'Ange gardien d'André Picard, Théâtre Antoine
- 1911 : Marie-Victoire d'Edmond Guiraud, Théâtre Antoine
- 1912 : Les Petits de Lucien Népoty, Théâtre Antoine
- 1912 : Une affaire d'or de Marcel Gerbidon, Théâtre Antoine
- 1912 : Crédulités de Louis Benière, Théâtre Antoine
- 1912 : L'Homme qui assassina d'après Claude Farrère, Théâtre Antoine
- 1913 : La Brebis égarée de Francis Jammes, mise en scène Lugné-Poe, Salle Malakoff
- 1913 : Le Procureur Hallers de Louis Forest et Henry de Gorsse d'après Paul Lindau, Théâtre Antoine
- 1913 : Le Chevalier au masque de Paul Armont et Jean Manoussi, Théâtre Antoine
- 1913 : Hamlet de William Shakespeare, mise en scène Lugné-Poe, Théâtre Antoine
- 1914 : Un grand bourgeois d'Émile Fabre, Théâtre Antoine
- 1914 : La Tontine de Paul Armont et Marcel Gerbidon, Théâtre Antoine
- 1916 : Hortense a dit : « Je m'en fous ! » de Georges Feydeau, Palais-Royal
- 1917 : Le Marchand de Venise de William Shakespeare, Théâtre Antoine
- 1918 : Antoine et Cléopâtre de William Shakespeare, Théâtre Antoine
- 1920 : Le Simoun de Henri-René Lenormand, mise en scène Gaston Baty, Comédie Montaigne
- 1920 : L'Admirable Crichton d'Alfred Athys, Théâtre Antoine
- 1921 : La Bataille d'après Claude Farrère, Théâtre Antoine
- 1921 : Sin de Maurice Magre, Théâtre Fémina
- 1922 : Molière de Henry Dupuy-Mazuel et Jean-José Frappa, Théâtre de l'Odéon
- 1923 : La Mégère apprivoisée de William Shakespeare, Théâtre de l'Odéon
- 1923 : Le Professeur Klenow de Karen Bramson, Théâtre de l'Odéon
- 1924 : Le Fardeau de la liberté de Tristan Bernard, Théâtre de l'Odéon
- 1924 : L'homme qui n'est plus de ce monde de Lucien Besnard, Théâtre de l'Odéon
- 1924 : L'Homme et ses fantômes d'Henri-René Lenormand, Théâtre de l'Odéon
- 1925 : Par la force d'après Charles Hutchinson, Théâtre de l'Odéon
- 1925 : Faust d'après Goethe, Théâtre de l'Odéon
- 1926 : Parmi les loups de Georges-Gustave Toudouze, Théâtre de l'Odéon
- 1927 : Le Procureur Hallers de Louis Forest et Henry de Gorsse d'après Paul Lindau, Théâtre de l'Odéon
- 1928 : Le Jeu de l'amour et de la mort de Romain Rolland, Théâtre de l'Odéon

### Comme metteur en scène

#### Théâtre de la Renaissance
- 1901 : L'Écolière de Jean Jullien
- 1901 : L'Échelle d'Édouard Norès
- 1901 : La Vie publique d'Émile Fabre
- 1901 : Une tuile de René Champagne
- 1901 : Le Voile du bonheur de Georges Clemenceau
- 1901 : L'Ange gardien de Louis Raquin
- 1901 : Une blanche de Lucien Gleize
- 1901 : Dette de famille d'Alfred Girault
- 1901 : Médecin de campagne d'Alfred Masson-Forestier
- 1901 : Un négociant de Besançon de Tristan Bernard
- 1901 : Pain de ménage de Jules Renard
- 1901 : Les Complaisances de Gaston Devore
- 1902 : Stella de Jules Case et Eugène Morel
- 1902 : Le Mariage de Kretchinsky de Soukhovo-Kobyline
- 1902 : Le Portefeuille d'Octave Mirbeau
- 1902 : Preuve d'amour de Ferdinand Bloch et Louis Schneider
- 1902 : Le Quatorze juillet de Romain Rolland
- 1902 : L'Acquitté de Georges Dama
- 1902 : Les Perruches d'Henri Berteyle
- 1902 : Simonne de Paul Benazet et Philippe Aibout
- 1902 : La Marchande de pommes d'Hugues Delorme
- 1902 : Le Cœur a ses raisons de Robert de Flers et Gaston Arman de Caillavet
- 1902 : Daisy de Tristan Bernard
- 1902 : La Châtelaine d'Alfred Capus

#### Théâtre Antoine
- 1906 : La Vie publique d'Émile Fabre
- 1906 : Les Gaîtés de l'escadron de Georges Courteline et Édouard Norès
- 1906 : Médor d'Henri Malin
- 1906 : Le Portefeuille d'Octave Mirbeau
- 1906 : Biribi de Georges Darien et Marcel Lauras
- 1906 : Daisy de Tristan Bernard
- 1906 : Chez les Zoaques de Sacha Guitry
- 1907 : Le Bluff de Georges Thurner
- 1907 : La Petite Dame du second de Vincent Hyspa et André Mycho
- 1907 : Anna Karénine d'Edmond Guiraud d'après Tolstoï
- 1907 : Timon d'Athènes d'Émile Fabre
- 1907 : La Rabouilleuse d'Émile Fabre d'après Honoré de Balzac
- 1907 : Les Âmes ennemies de Paul Hyacinthe Loyson
- 1907 : La Sacrifiée de Gaston Devore
- 1907 : Maman Robert de Guillaume Sabatier
- 1907 : Terre d'épouvante d'André de Lorde et Eugène Morel
- 1907 : Monsieur Codomat de Tristan Bernard
- 1907 : L'Homme rouge et la femme verte de Hugues Delorme et Armand Numès
- 1907 : Cœur à cœur de Romain Coolus
- 1907 : Le Fanion de Paul Ginisty
- 1907 : Zizi d'Edmond Guiraud
- 1907 : Sherlock Holmes de Pierre Decourcelle d'après Arthur Conan Doyle
- 1908 : Ubu roi d'Alfred Jarry
- 1908 : L'Auberge rouge de Serge Basset
- 1908 : Répudiée de Louise Dartigue
- 1908 : L'Oreille fendue de Lucien Népoty
- 1908 : Les Vainqueurs d'Émile Fabre
- 1909 : Les Jumeaux de Brighton de Tristan Bernard
- 1909 : La Dette de Gabriel Trarieux
- 1909 : Guerre de Robert Reinert
- 1909 : Lorsque l'enfant paraît de Charles Esquier
- 1909 : Le Donataire de Léon Damart
- 1909 : La Clairière de Maurice Donnay et Lucien Descaves
- 1909 : Master Bob, gagnant du Derby d'Henry de Brisay et Marcel Lauras
- 1909 : Papillon, dit Lyonnais le juste de Louis Bénière
- 1909 : Le roi s'ennuie de Gaston Sorbets et Albéric Cahuet
- 1910 : L'Ange gardien d'André Picard
- 1910 : Le Monsieur au camélia de Jean Passier
- 1910 : 1812 de Gabriel Nigond
- 1910 : L'Ardent Artilleur de Tristan Bernard
- 1910 : La Bête d'Edmond Fleg
- 1910 : Le Cœur d'Angélique d'Edmond Guiraud
- 1910 : La Fille Élisa de Jean Ajalbert
- 1910 : César Birotteau d'Émile Fabre d'après Honoré de Balzac
- 1910 : La Femme et le pantin de Pierre Frondaie et Pierre Louÿs
- 1911 : Marie Victoire d'Edmond Guiraud
- 1911 : L'Hirondelle de Ath. Moreux et J. Pérard, Esplanade des Invalides, Théâtre national ambulant Gémier
- 1911 : Vagabond de Richard Fellinger
- 1911 : Perdreau de Robert Dieudonné
- 1911 : Petite Bourgeoise d'André de Lorde
- 1911 : Le Bonheur d'Albert Guinon
- 1911 : L'Eternel Mari d'Alfred Savoir et Fernand Nozière d'après Fiodor Dostoïevski
- 1911 : Moïse d'Edmond Guiraud
- 1912 : Les Petits de Lucien Népoty
- 1912 : Monsieur Ducaty de Maurice Desvallières et Lucien Gleize
- 1912 : L'Arlésienne d'Alphonse Daudet
- 1912 : Une affaire d'or de Marcel Gerbichon, Théâtre Antoine
- 1912 : Le Mirage de Léon Madart
- 1912 : Grégoire d'Henri Falk
- 1912 : Crédulités de Louis Bénière
- 1912 : Les Singes de Albert Keyser et Charles Martel
- 1912 : L'Homme qui assassina d'après Claude Farrère et Pierre Frondaie
- 1913 : Le Chevalier au masque de Paul Armont et Jean Manoussi
- 1913 : L'Entraineuse de Charles Esquier
- 1913 : Le Procureur Hallers d'Henry de Gorsse et Louis Forest d'après Paul Lindau
- 1913 : Anatole d'Étienne Garnier
- 1914 : Pour l'honneur vers la gloire de Georges Fabri
- 1914 : Un grand bourgeois d'Émile Fabre
- 1914 : La Force de mentir de Tristan Bernard et Gabriel Marullier
- 1914 : La Tontine de Paul Armont et Marcel Gerbidon
- 1914 : Poussière d'Henri-René Lenormand
- 1914 : L'Honnête Fille de Gabriel Nigond
- 1916 : L'École du piston de Tristan Bernard
- 1916 : Une amie d'Amérique de Hanswyck et Wattyne
- 1916 : Le Crime de Sylvestre Bonnard de Pierre Frondaie
- 1917 : Monsieur Beverley de Walter Hackett
- 1917 : Le Marchand de Venise de William Shakespeare
- 1917 : Les Butors et la Finette de François Porché
- 1918 : Antoine et Cléopâtre de William Shakespeare
- 1918 : La Mégère apprivoisée de William Shakespeare
- 1921 : La Bataille de Pierre Frondaie d'après Claude Farrère

#### Théâtre de l'Odéon
- 1911 : Aux jardins de Murcie d'après José Feliú y Codina (es), Théâtre de l'Odéon
- 1922 : Les Juifves de Robert Garnier, Théâtre de l'Odéon
- 1922 : Le Songe d'une nuit d'été de William Shakespeare, Théâtre de l'Odéon
- 1922 : Molière de Henry Dupuy-Mazuel et Jean-José Frappa, Théâtre de l'Odéon
- 1923 : La Mégère apprivoisée de William Shakespeare, Théâtre de l'Odéon
- 1924 : Jésus de Nazareth de Paul Demasy, Théâtre de l'Odéon
- 1924 : Le Mariage de Figaro ou la folle journée de Beaumarchais, Théâtre de l'Odéon
- 1924 : Ysabeau de Paul Fort, Théâtre de l'Odéon
- 1924 : L'Homme et ses fantômes d'Henri-René Lenormand, Théâtre de l'Odéon
- 1925 : Par la force d'après Charles Hutchinson, Théâtre de l'Odéon
- 1925 : Le Rosaire d'après Florence L. Barclay, Odéon-Théâtre de l'Europe[12]
- 1925 : Faust d'après Goethe, Théâtre de l'Odéon
- 1925 : La Robe d'un soir de Rosemonde Gérard, Théâtre de l'Odéon
- 1926 : Parmi les loups de Georges-Gustave Toudouze, Théâtre de l'Odéon
- 1927 : Le Bonheur du jour d'Edmond Guiraud, Théâtre de l'Odéon
- 1928 : La Puissance de l'enfant de Georges Loiseau, Théâtre de l'Odéon
- 1928 : Le Jeu de l'amour et de la mort de Romain Rolland, Théâtre de l'Odéon
- 1928 : L'Otage de Paul Claudel, Théâtre de l'Odéon
- 1929 : L'Avare de Molière, L'École des mères de Marivaux, La Nuit de mai d'Alfred de Musset,Vautrin d'Edmond Guiraud, Théâtre de l'Odéon

#### Autres Théâtres
- 1911 : L'Oiseau bleu de Maurice Maeterlinck, Théâtre Réjane
- 1913 : L'Honnête fille de Gabriel Nigond, Théâtre du Palais-Royal
- 1920 : La Grande Pastorale de Pol d'Estoc et Charles Hellem, Cirque d'Hiver

## Filmographie

### Comme acteur
- 1913 : L'Homme qui assassina de Henri Andréani
- 1917 : Mater Dolorosa d'Abel Gance : Emile Berliac
- 1926 : La Branche morte de Giuseppe Guarino
- 1926 : Le Magicien (The Magician) de Rex Ingram : Dr. Porhoet
- 1932 : Un homme sans nom de Roger Le Bon et Gustav Ucicky : Heinrich Martin
- 1933 : Le Simoun de Firmin Gémier
- 1933 : La Fusée de Jacques Natanson : Etienne Girbal

### Comme réalisateur
- 1933 : Le Simoun